# فطر مقوس متعدد
الفُطر المُقوّس المُتعدِّد  هو فطر شائع في أنحاء العالم.